# 上瓦尔诺
上瓦尔诺是德国梅克伦堡-前波美拉尼亚州的一个市镇。总面积46.47平方公里，总人口808人，其中男性434人，女性374人（2011年12月31日），人口密度17人/平方公里。